# Венесуэльский пастушок
Венесуэльский пастушок (лат. Rallus wetmorei) — вид птиц из семейства пастушковых. Видовое название присвоено в честь американского орнитолога Александра Ветмора. Подвидов не выделяют.

## Распространение
Эндемики Венесуэлы. Обитают в прибрежных локациях, включая мангровые болота.

## Описание
Длина тела 33 см. Возможно, эти птицы плохо летают. Самцы и самки выглядят одинаково. Облик подобен R. longirostris phelpsi, но Rallus wetmorei меньше по размеру; не имеют серого по бокам головы и с гладкой коричневой нижней стороной без всяких перемычек; клюв коричневый, радужная оболочка красновато-коричневая. Эти особенности также позволяют отличить представителей вида от R. limicola, которые, имея также меньшие размеры, отличаются, в том числе, темно-красным клювом и красными радужными оболочками.

## Биология
Рацион предположительно такой же, как у Rallus longirostris. Эти птицы редки и надежные данные об их биологии отсутствуют.